# شركة روزاريو للتعدين
شركة روزاريو للتعدين (بالإنجليزية: Rosario Mining Company)‏ هي شركة أمريكية تمتلك وتدير منجم روزاريو، وهو منتج للذهب والفضة في وسط هندوراس ونيكاراغوا.